# Sounding the Seventh Trumpet
Sounding the Seventh Trumpet és el primer disc de la banda nord-americana de heavy metal Avenged Sevenfold. Després d'haber estat realitzat l'any 2001 per Good Life Recordings, va ser rerealitzat per Hopeless Records el 19 de març de 2002. Cal destacar que en esta nova realització, el nou guitarrista líder, Synyster Gates, va tocar aquesta nova versió anomenada "To End The Rapture (Heavy Metal Version)".

## LLista de cançons
1. To End the Rapture - 1:26
2. Turn the Other Way - 5:37
3. Darkness Surrounding – 4:49
4. The Art of Subconscious Illusion – 3:46
5. We Come Out at Night – 4:45
6. Lips of Deceit – 4:09
7. Warmness on the Soul – 4:20
8. An Epic of Time Wasted – 4:20
9. Breaking Their Hold – 1:12
10. Forgotten Faces – 3:27
11. Thick and Thin – 4:15
12. Streets – 3:07
13. Shattered by Broken Dreams – 7:08

## Crèdits
- M. Shadows - Veu
- Zacky Vengeance - Guitarra
- Justin Meacham - Bajo
- The Rev - Bateria
- Valary DiBenedetto & The Rev, fan crits a la cansçó "The Art of Subconscious Illusion"
- Synyster Gates - Guitarra a "To End the Rapture" (Re-Lanzado)